# Düz Rəsullu
Düz Rəsullu è un comune dell'Azerbaigian situato nel distretto di Gədəbəy. Conta una popolazione di 1.237 abitanti.